# Dolichostyrax cylindricus
Dolichostyrax cylindricus là một loài bọ cánh cứng trong họ Cerambycidae.